# Спасение в христианстве

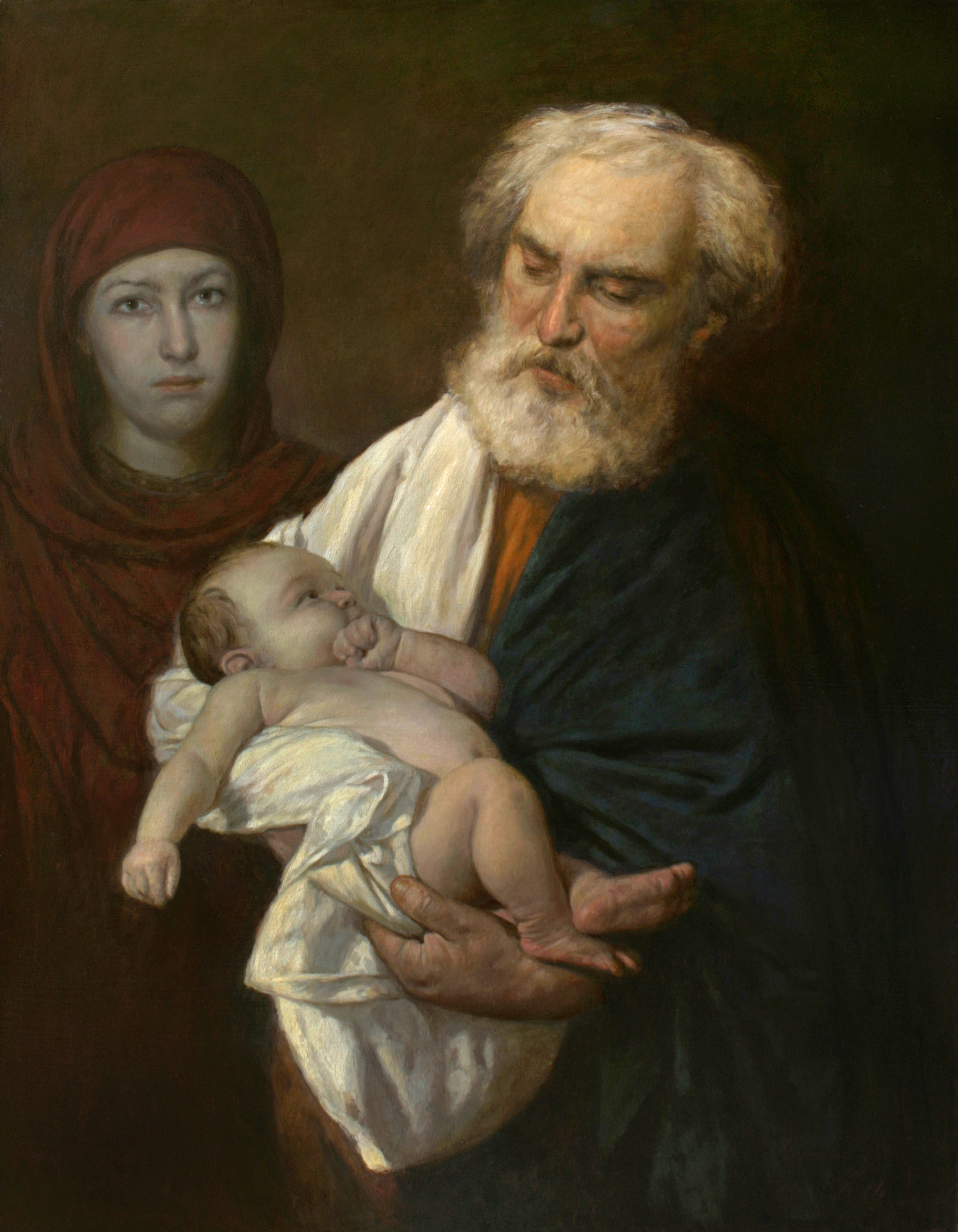
Симеон Богоприимец младенцу Иисусу: «видели очи мои спасение Твое, которое Ты уготовал пред лицем всех народов, свет к просвещению язычников и славу народа Твоего Израиля»

Спасе́ние (греч. σωτηρία) — в христианской сотериологии, согласно Библии, избавление человека от греха и его последствий — смерти и ада, и обретение спасённым человеком Царства Небесного. Спасение выступает как конечная цель духовных усилий человека и высшее дарение со стороны Бога. Период земной жизни человека сопровождается изменением его образа жизни («обновление жизни», «жизнь во Христе», обожение). В эсхатологической перспективе спасение должно завершиться загробным судом и загробной жизнью. Вечная жизнь является абсолютным завершением «жизни во Христе». В различных местах Библии термин «спасение» может обозначать также исцеление от болезни, избавление от физической опасности или личных врагов, освобождение от политического гнёта.
История грехопадения первых людей, Адама и Евы, рассказывается в первых главах книги Бытия. Вначале созданные Богом безгрешными, обманутые сатаной люди нарушили Божию волю и впали в грех и, в итоге, стали терпеть различные скорби, болеть и умирать. Однако Бог, продолжая любить своё творение, желает дать людям прощение грехов, вечную жизнь и спасение от вечных мук в аду. Для этого второе лицо Святой Троицы (Бог Сын) воплотился в Иисусе Христе.
Соотношение милости Божией и усилий человека в вопросе спасения в христианском богословии является причиной многовековых споров о предопределении, благодати и свободе воли. В католицизме, православии и арминианском протестантском богословии спасение осуществляется благодаря действию благодати Божией на человека, но осуществляется через проявление веры человека, который имеет свободу выбора. В богословии кальвинизма благодать Божия имеет непреодолимую силу, спасение зависит от Божиего предопределения.

## История представлений
Спасение человека не является обязательным и необходимым для языческого божества, однако этот аспект важен для молящегося, в рамках культовой практики именования бога: из всех возможностей божества ритуал стремится назвать по имени, магически заклясть и побудить к действию именно те, которые могут дать молящемуся перспективу спасение. Ряд древнегреческих божеств, Зевс, Афина, Деметра, Дионис, Асклепий, Диоскуры и другие, носили эпитет «Спаситель». В развитой греко-римской религии спасение имело высокий нравственный смысл (спасение отечества, «спасение римского народа» и другие). Однако спасение в язычестве остаётся частным и не окончательным: вечный ритм добра и зла космоса делает любое безусловное спасение сомнительным.
Ветхозаветный иудаизм в сравнении с другими ближневосточными религиями сделал шаг к абсолютизации представлений о спасении. Геулла, иудейское учение о спасении, абсолютизирует бедствия, от которых Яхве должен спасти человека или свой народ. Это уже понималось не как частная катастрофа, но вся жизнь человека и народа была представлена как катастрофа. Человек не просто обращается к Богу, он «взывает», «вопиет» к нему «из глубины» (Пс. 129:1), что является преобладающей интонацией книги Псалмов и книг Пророков. Обращённый к Богу призыв услышан им, и бедствие, которое казалось бы не оставляет никакой надежды, разрешается непостижимым и окончательным спасением (Пс. 21, Книга Есфирь и другие). Спасение в Ветхом Завете вещественно и составляет освобождение от рабства, возвращение из плена, здоровье и многодетность, изобилие, удачу. Однако наряду с этим раскрываются и нравственные аспекты спасения, такие как мир и справедливость (например, в книге пророка Исайи, начиная с 40-й главы). Спасение представлено как целостное, объемлющее все человеческое бытие. К талмудической эпохе формируется вера в загробную жизнь, воскресение и будущий мир, где спасение завершится. Это телесное и духовное спасение является свободным даром Бога, спасение составляет сущность Бога (Пс. 27:1, 2).
Доктрина избавления, созданная в учениях иудейских групп в Иудейской пустыни, оказала влияние на формирование христианского учения. Христианство сохраняет ветхозаветное понимание спасения, но делает больший акцент на его духовной составляющей, хотя и в христианском учении спасение понимается как духовно-телесное, поскольку включает воскресение и телесное просветление. Присутствуют представления об избавлении от погибели, смерти и греха, о спасении для «обновления жизни», «жизни во Христе», свободы от закона и от греха. Спасение связано с «оправданием», «святостью», «мудростью», верой, надеждой, любовью и многообразными «духовными дарами» (ср. Рим. 6:8, Кол. 3:12—14, Еф. 2:4—8). Спасение завершится в эсхатологическом будущем после загробного суда. «Жизнь во Христе» для полного завершения требует «вечной жизни». Вопрос соотношения милости Бога и действий человека вызывает многовековые богословские споры на темы предопределения, благодати и свободы воли.

## Условия спасения
Согласно Новому Завету, спасение человека возможно благодаря действию благодати Божией на человека и совершается через веру в Иисуса Христа, исполнение Его заповедей, покаяние. Своими собственными силами человек не может добиться спасения: Мф. 19:26; Мк. 10:27; Лк. 18:27; Еф. 2:8.

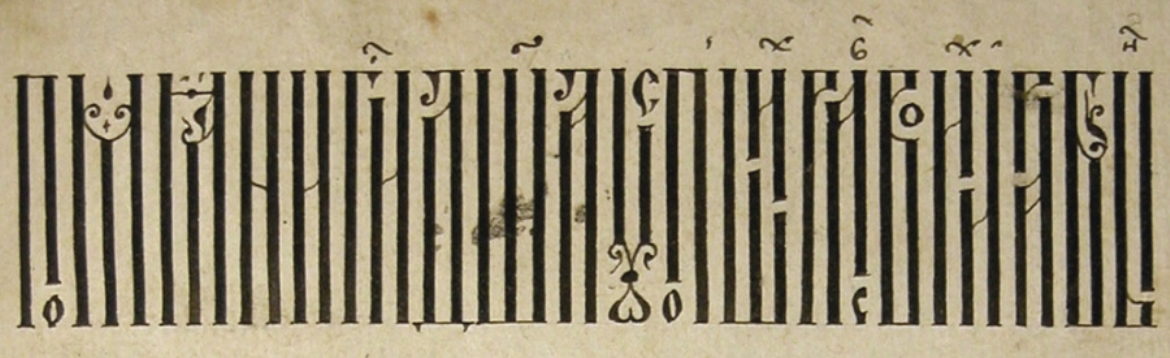
Надпись из «Каллиграфического подлинника» 1604 года: «Помяни, Господи, душа усопших раб Своих и рабынь»

В католицизме и, с точки зрения части православных, спасение объявляется возможным только с помощью Церкви. В протестантизме, где посредническая роль Церкви отвергается, выдвигается тезис об оправдании верой.
По учению Церкви, после телесной смерти вечная совершенная блаженная жизнь (жизнь с Богом) даётся человеку только при «рождении свыше» (Ин. 3:3—8), то есть для этого нужно родиться от Бога, стать Его чадом, через веру в Иисуса Христа Сына Божиего и Его искупительную жертву.

## Аспект времени
В христианском богословии существуют различные взгляды и акценты в вопросах, которые затрагивают время спасения. В зависимости от взглядов выделяют конкретное время спасения или различные этапы спасения (в прошлом, настоящем, будущем).
Для одних это акт, состоявшийся в начале христианской жизни, для других — процесс, продолжающийся всю христианскую жизнь, для третьих — событие из будущего. Выделяющие различные этапы спасения (оправдание, освящение, прославление) понимают спасение как действия, происходящие в различные периоды жизни спасаемого.
В церковных текстах спасение может являться синонимом искупления. Однако искупление — это объективный аспект спасения людей, совершенный Иисусом Христом. В этом плане спасение уже произошло. Согласно апостолу Павлу, «благодатью вы спасены через веру, и сие не от вас, Божий дар» (Еф. 2:8). Спасение включает в себя также субъективную сторону, которая подразумевает личное усвоение плодов искупительного подвига Иисуса Христа человеком. В этом плане спасение еще не совершилось и является целью, которую должен достигнуть верующий. Согласно апостолу Павлу, «со страхом и трепетом совершайте свое спасение» (Флп. 2:12).
В конце времён все люди будут воскрешены, будут судимы Богом (Рим. 14:10—12), они получат свою награду или наказание согласно своей жизни. Согласно апостолу Павлу, для верующих и любящих Бога эта жизнь будет столь блаженна, что даже принявшие Духа от Бога вообразить этого пока не могут: «Но, как написано: не видел того глаз, не слышало ухо, и не приходило то на сердце человеку, что приготовил Бог любящим Его. А нам Бог открыл это Духом Своим; ибо Дух всё проницает, и глубины Божии. Ибо кто из человеков знает, что в человеке, кроме духа человеческого, живущего в нём? Так и Божьего никто не знает, кроме Духа Божия. Но мы приняли не духа мира сего, а Духа от Бога, дабы знать дарованное нам от Бога, что и возвещаем не от человеческой мудрости изученными словами, но изученными от Духа Святаго, соображая духовное с духовным» (1Кор. 2:9—13).
Неуверовавшие и беззаконные не получат дар вечной жизни, они будут прокляты в вечности, «ибо возмездие за грех — смерть, а дар Божий — жизнь вечная» (Рим. 6:23). Вместо вечной жизни им приготовлено вечное наказание «смерть вторая» (Откр. 20:14, 15), или «вечный огонь» (Мф. 25:41), «огонь неугасимый» (Мк. 9:43, 45) вместе с диаволом и ангелами его (Мф. 25:41). Это наказание и мучения никогда для них не закончатся, будут вечными — «вечная погибель» (2Фес. 1:9).

## Предопределение ко спасению
В протестантизме условием спасения является вера в Евангелие и исповедание Иисуса Христа своим Спасителем.
В рамках августинианства, а впоследствии и кальвинизма существуют взгляды о том, что благодать Божия имеет непреодолимую силу. Эти идеи развились в богословии кальвинизма в представления, что спасение не зависит от наших действий и не может быть утрачено.
Кальвинизм, в отличие от других христианских конфессий, придаёт большое влияние предопределению. Согласно его учению, Господь предопределяет избранных Им людей к спасению, а остальные, согласно предопределению Бога, остаются без благодати Божией и предопределены к вечной погибели. И хотя в земной жизни невозможно узнать, кто к чему предопределён, по косвенным признакам это можно предугадать.

## Учение о всеобщем спасении
Учение о всеобщем спасении наиболее полно сформулировано Оригеном и позднее было поддержано отдельными богословами. Оно исходит из своеобразного понимания некоторых мест Библии (1Кор. 15:28) и попыток перенести в богословие субъективные представления о Божественной любви. Согласно Оригену, сила искупительной жертвы, принесенной Иисусом Христом, настолько велика, что никакая злая воля, даже диавольская, не может ей противостать. Поэтому неизбежно должно произойти восстановление всего, в том числе и падших духов, в блаженном богоугодном состоянии. В изложении Оригена совершенное Иисусом Христом искупление выступает как предопределение ко всеобщему спасению, что несовместимо с православным и католическим учением о свободе человека.
Святые отцы опровергали учение о всеобщем спасении тем, что Бог не отнимает дар свободного самоопределения у разумных существ. Если некоторые из них сознательно отвергли жизнь с Богом и укоренились во зле, то Бог предоставляет им возможность жить вне Бога, вне истинного блага и блаженства. Также это учение противоречит свидетельствам Библии о вечности мучений (Дан. 12:2, Мф. 25:46, Мк. 9:43, 44, 2 Фес. 1:8, 9) и учению Церкви, сформулированному Константинопольским собором 543 года и Пятым Вселенским собором.

## Символы спасения
В качестве символов спасения в Библии упоминаются рог (2Цар. 22:3; Пс. 17:3); крепость (Пс. 27:8); чаша (Пс. 115:4); источники (Ис. 12:3); стены и вал (Ис. 26:1); изобилие (Ис. 33:6); шлем (Ис. 59:17; Еф. 6:17); ризы (Ис. 61:10); горящий светильник (Ис. 62:1); благовествование (Еф. 1:13).